# Canular sur Mars

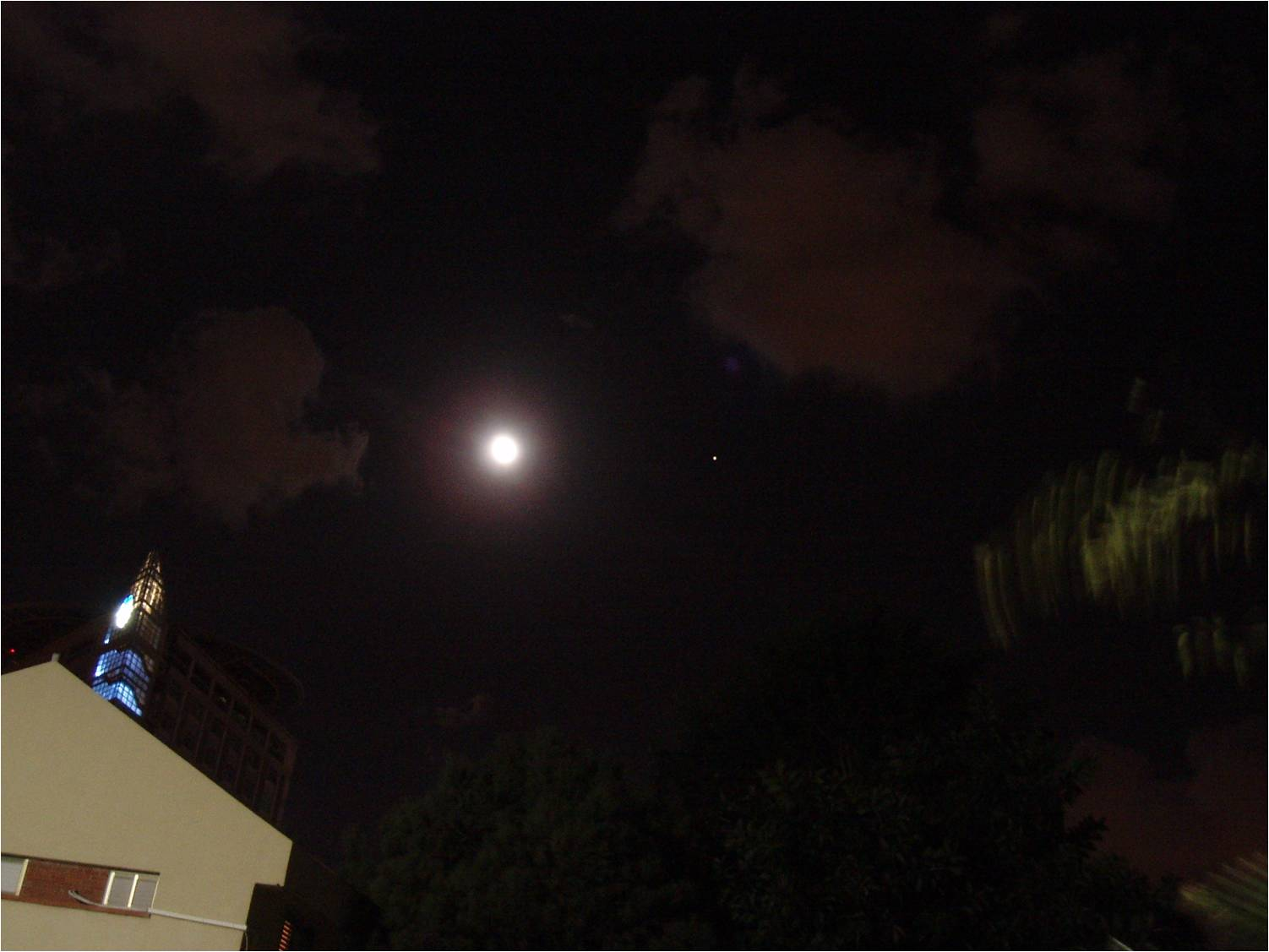
La Lune et Mars le 27 août 2005 en astronomie, montrant que Mars a un diamètre apparent très inférieur à celui de la Lune.

Le canular sur Mars est un canular diffusé par courrier électronique à partir de 2003, qui prétendait que la planète Mars paraîtrait aussi grande que la pleine Lune à l'œil nu le 27 août 2003.
Le canular a depuis refait surface à chaque fois que Mars est au plus près de la Terre, environ tous les 26 mois. Tout a commencé à partir d'une mauvaise interprétation et d'une exagération d'une phrase dans un message électronique qui rapportait le rapprochement entre Mars et la Terre en août 2003. À cette époque, la distance entre les deux planètes était d'environ 55 758 000 km, ce qui était la distance la plus proche entre elles depuis le 24 septembre 57617 av. J.-C., date à laquelle la distance calculée était d'environ 55 718 000 km.

## Contexte

Schéma montrant Mars à l'opposition pour un observateur sur Terre.

La Terre et Mars sont toutes deux sur des orbites elliptiques autour du Soleil, à peu près dans le même plan. De par la nature des lois de la physique, la distance entre les deux planètes varie périodiquement d'un minimum égal à la distance entre leurs orbites, jusqu'à un maximum lorsqu'ils sont à l'opposé l'un de l'autre par rapport au Soleil. Ces distances minimales (lorsque, vu de la Terre, Mars est en opposition) et maximales (lorsque, vu de la Terre, Mars est en conjonction avec le Soleil) varient considérablement à mesure que les deux planètes progressent le long de leurs orbites elliptiques et se produisent environ tous les 780 jours. Mars était plus proche de la Terre en août 2003 (à l'opposition) qu'elle ne l'avait été depuis 57 617 av. J.-C. et qu'elle ne le sera jusqu'en 2287.
Une autre opposition s'est produite le 30 octobre 2005, mais avec une distance minimale environ 25 % plus grande que celle de 2003 (comme indiqué dans le courriel original) et un diamètre apparent proportionnellement plus petit. La magnitude était de −2,3, soit environ 60 % de la brillance de 2003. (La Lune a un diamètre apparent d'environ 30 minutes d'arc, soit 1 800 secondes d'arc, avec une magnitude d'environ −12,7 lorsqu'elle est pleine, soit environ 9 000 fois plus brillante que Mars lors de son rapprochement en 2003.)

## Origine
Le canular sur Mars est né d'un message électronique de 2003, parfois intitulé « Mars Spectacular », avec des images de Mars et de la pleine lune côte à côte :
« The Red Planet is about to be spectacular! This month and next, Earth is catching up with Mars in an encounter that will culminate in the closest approach between the two planets in recorded history. The next time Mars may come this close is in 2287. Due to the way Jupiter's gravity tugs on Mars and perturbs its orbit, astronomers can only be certain that Mars has not come this close to Earth in the Last 5,000 years, but it may be as long as 60,000 years before it happens again.
The encounter will culminate on August 27th when Mars comes to within 34,649,589 miles (55,763,108 km) of Earth and will be (next to the moon) the brightest object in the night sky. It will attain a magnitude of – 2.9 and will appear 25.11 arc seconds wide. At a modest 75-power magnification
Mars will look as large as the full moon to the naked eye. Mars will be easy to spot. At the beginning of August it will rise in the east at 10 p.m. and reach its azimuth at about 3:00 a.m.

By the end of August when the two planets are closest, Mars will rise at nightfall and reach its highest point in the sky at 12:30 a.m. That's pretty convenient to see something that no human being has seen in recorded history. So, mark your calendar at the beginning of August to see Mars grow progressively brighter and brighter throughout the month. Share this with your children and grandchildren. NO ONE ALIVE TODAY WILL EVER SEE THIS AGAIN »
« La Planète rouge est sur le point d'être spectaculaire ! Ce mois-ci et le prochain, la Terre rattrape Mars dans une rencontre qui va culminer avec le passage le plus proche entre les deux planète dans l'histoire documentée. La prochaine fois que Mars pourrait passer aussi près est en 2287. En raison de la façon dont la gravité de Jupiter agit sur Mars et perturbe son orbite, les astronomes ne peuvent être certains que du fait que Mars ne s'est pas approchée aussi près dans les 5000 dernières années, mais il pourrait s'écouler jusqu'à 60 000 ans avant que cela ne se reproduise.
La rencontre culminera le 27 août lorsque Mars sera à 34 649 589 milles (55 763 108 km) de la Terre et sera (après la Lune) l'objet le plus brillant du ciel nocturne. Elle atteindra une magnitude de −2,9 et fera 25,11 secondes d'arc de large. À un grossissement modeste de 75 fois
Mars paraîtra aussi grosse que la pleine lune à l'œil nu. Mars sera facile à voir. Début août, elle se lèvera à l'est à 22 heures et atteindra son azimut vers 3 heures.

D'ici fin août lorsque les planètes seront au plus près, Mars se lèvera à la tombée de la nuit et atteindra son point le plus haut dans le ciel à 0 h 30. C'est assez opportun de voir quelque chose qu'aucun être humain n'a vu dans l'histoire documentée. Par conséquent, notez sur vos calendriers de regarder Mars début août pour la voir devenir progressivement de plus en plus brillante tout au long du mois. Partagez ça avec vos enfants et petits-enfants. PERSONNE DE VIVANT AUJOURD'HUI NE REVERRA ÇA »
Bien que le courriel lui-même soit correct, à l'exception de la déclaration selon laquelle « il pourrait s'écouler jusqu'à 60 000 ans avant que cela ne se reproduise » (en fait, Mars sera plus proche en 2287), le canular provenait d'une mauvaise interprétation de la phrase « À un grossissement modeste de 75 fois, Mars paraîtra aussi grosse que la pleine lune à l'œil nu ». Le message était souvent cité avec un saut de ligne au milieu de cette phrase, ce qui a conduit certains lecteurs à croire à tort que « Mars paraîtra aussi gros que la pleine lune à l'œil nu » alors qu'en réalité, cette phrase signifie que Mars agrandi 75 fois paraîtra aussi gros que la lune non agrandie.
Mars, qui n'est normalement jamais plus qu'un point dans le ciel nocturne, ne pourrait pas soudainement devenir visiblement grande en raison des variations normales de son orbite. Si Mars apparaissait aussi grande que la Lune, elle serait si proche qu’elle provoquerait des effets de marée et gravitationnels significatifs : Mars a environ deux fois le diamètre de la Lune et serait donc environ deux fois plus éloigné pour la même taille apparente. Sa masse est neuf fois supérieure à celle de la Lune et son effet de marée serait à peu près le même (neuf fois la masse la plus grande divisée par la distance relative au cube).

## Réapparitions
Le canular a refait surface à plusieurs reprises depuis 2003, montrant souvent une image modifiée de lunes jumelles au-dessus du monastère de Nilov,, et pourrait continuer à le faire, annonçant toujours un rapprochement imminent de la Terre et de Mars. Le contenu du courriel original, bien que presque entièrement correct pour le 27 août 2003, a été faussement redaté pour annoncer un nouveau rapprochement Terre-Mars (le véritable rapprochement n'a eu lieu qu'en 2003), interprétant également de manière erronée le courriel original en disant que Mars paraîtra aussi grosse que la Lune. Les derniers courriels sont incorrects, car Mars ne se rapprochera pas autant de la Terre qu'en 2003 avant le 28 août 2287.